# .au
.au је највиши Интернет домен државних кодова (ccTLD) за Аустралију.
Домен је по оснивању био додељен на руковођење Мелбурнском универзитету, али је током 1990.тих оформњено тело .au Domain Administration скраћено AUDA које је задужено за руковођење доменом. Под притиском ICANNa отпочела је конкурентан рад на регистрацији домена, тада све регистрације морају да се одвијају путем посредника, разних регистарских агенција, а AUDA је постала непрофитабилна организација. Регистрација домена је могућа само на трећем нивоу, односно под другим нивоом који означава одређену поткатегорију, нпр. .id.au је намењен за индивидуалну употребу лица која живе у Аустралији.

## Домени другог нивоа
- .com.au - намењен је за комерцијалну употребу;
- .net.au - намењен за комерциалну употребу, у почетку доступан само за Интернет провајдере, сада је доступан свима;
- .asn.au - намењен удружењима и непрофитним организацијама;
- .org.au - намењен удружењима и непрофитним организацијама, раније је био намењен само за регистровање оних домена који нису спадали ни у једну другу категорију;
- .id.au - намењен физичким лицима;
- .edu.au - намењен образовним установама;
- .gov.au - намењен државним организацијама;
- .csiro.au - намењен организацији CSIRO (Commonwealth Scientific and Industrial Research Organisation)
- .info.au - тренутно не прима нове регистрације;
- .conf.au - тренутно не прима нове регистрације.

## Домени трећег нивоа
Под-домени трећег нивоа се додају на .gov.au и .edu.au, служе за разврставање по деловима Аустралије, тако ће на пример домен локалне полиције из западног дела Аустралије (Western Australia) бити на четвртом нивоу под police.wa.gov.au